# Trambus Nijmegen
De Trambus in Nijmegen was rond 2006 een gepland openbaar-vervoersysteem op basis van de geleide bus, die in Nijmegen voor 2015 had moeten gaan rijden.
Tot dan was een tram-achtige op luchtbanden in Europa alleen bekend in de Franse plaatsen Caen (afgeschaft in 2017) en Nancy (afgeschaft in 2023)(allebei een bandentram, dus met geleiding) en Metz (eigenlijk HOV met gelede bussen zonder geleiding). De gemeenteraad van Nijmegen behandelde in december 2005 het plan. Het milieuvriendelijke systeem zou de gemeente Nijmegen 40 tot 60 miljoen euro kosten en zou tussen 2010 en 2015 operationeel kunnen zijn. Een tram op banden zou deels de stadsbussen vervangen, en zou sneller en vaker rijden dan de huidige buslijn en meer comfort bieden, verwachtten de plannenmakers.

## Keizerlijn
De "trambus" moest gaan rijden op wat de gemeente de Keizerlijn noemde: van de nieuwe stadswijk Waalsprong aan de overzijde van de Waal via het stadscentrum naar de universiteit en het academisch ziekenhuis, Radboudumc. Eerst was het plan om een kabelbaan via Lent-Kelfkensbos-Plein 1944 naar het centraal station te laten lopen. In de toekomst konden daar nog twee Keizerlijnen aan worden toegevoegd, in de richting van Beuningen ten westen van Nijmegen en in de richting van de oudere stadsuitbreiding Dukenburg aan de zuidwestkant van de gemeente.

## Nieuwe ontwikkelingen
Tegen 2007 waren de plannen voor een trambus alweer van tafel en kwam er in het kader van Stadsregio Arnhem-Nijmegen een plan om een echte tram volgens het tram-treinprincipe te laten komen. De eerste lijn zal in eerste instantie over bestaand treinspoor gaan lopen van Heyendaal, via het hoofdstation, en vervolgens via een stadstracé naar de Waalkade. Uiteindelijk zal deze tramlijn op den duur ook de Waalbrug over moeten gaan, naar de Vinex-locatie Waalsprong.
De Duitse deelstaat Noordrijn-Westfalen heeft het idee gevat via een stilgelegd spoortraject na 2032 treinen op batterijen te laten rijden.